# Melanichneumon semicastaneus
Melanichneumon semicastaneus är en stekelart som först beskrevs av Berthoumieu 1897.  Melanichneumon semicastaneus ingår i släktet Melanichneumon och familjen brokparasitsteklar. Inga underarter finns listade i Catalogue of Life.